# Kacper Warcab
Kacper Warcab (łac. Caspar Warcab Radomiensis alias Cylindrinus; ur. 10 stycznia 1559 w Radomiu, zm. 1625) – polski duchowny katolicki, wykładowca wydziału filozoficznego Akademii Krakowskiej.
Pochodził z rodziny mieszczan radomskich. Był synem Wojciecha Warcaba z Radomia oraz bratem Jakuba Warcaba (Jakub zapisał się na Akademię Krakowską w 1586 roku).
Kacper Warcab zwany Cylindrynusem zapisał się na Akademię Krakowską w roku 1573, w 1575 uzyskał stopień bakałarza sztuk wyzwolonych. W 1577 roku uzyskał tytuł magistra. W latach 1578–1614 był członkiem Kolegium Większego Akademii Krakowskiej. W tym czasie uzyskał święcenia subdiakona (25 marca 1595 r.), diakona (24 maja 1603 r.), a następnie prezbitera (20 grudnia 1603 r.) Kościoła Katolickiego. Został plebanem we wsi Łętkowice, był również prowizorem księdza Jana Strusia, tamtejszego wikarego, a następnie, od 1602 roku, proboszczem parafii w Starym Korczynie (senat Akademii Krakowskiej miał w tym czasie prawo obsady probostwa w parafii Św. Mikołaja w Starym Korczynie, nadane przez króla Zygmunta Augusta).
Jako członek Kolegium Większego Akademii Krakowskiej w 1599 Kacper Warcab był posiadaczem 2. kanonii Collegium Maius (kanonii pw. Piotra i Pawła Apostołów, zwanej „fundi Szefler”) z patronatem Kolegium Większego Akademii Krakowskiej. Natomiast jako altarysta Ołtarza Św. Bartłomieja w Kaplicy Szafrańców Katedry Krakowskiej na Wawelu, która to altaria stanowiła uposażenie katedry astrologii (łac. Professio Astrologica) w ramach wydziału filozoficznego (łac. Facultatis Philosophicae), sprzedał w 1602 roku dochody z tej altarii i uzyskane środki lokował na dwóch kamienicach krakowskich. Darczyńca inkunabułów na rzecz Akademii Krakowskiej.
Kacpra Cylindrynusa (wraz z jego pracą Mathematicae et historiae cognitione clarus) wymienia Bartosz Paprocki wśród „ludzi znacznych”, którzy z Akademii Krakowskiej „roztropnie rzeczpospolitą opatrywali”. Inkunabuły z pracami Cylindynusa przechowywane są w zbiorach krakowskich.